# Абітібі (річка)
Абітібі річка (англ. Abitibi River) — річка на північному сході Онтаріо, в Окрузі Кокрнан, Канада, яка тече на північний захід від озера Абітібіі в подальшому вливається в річку Мус, яка впадає в затоку Джеймс. Довжина річки 540 км.
Річка була важливим маршрутом для  хутряної торгівлі, яку проводила Компанія Гудзонової затоки. Тепер  целюлозно-паперова промисловість є найважливішою галуззю в лісистій області, де протікає річка.
Річка тече через містечко Ірокез Фолс, провінція Онтаріо, який був названий на честь водоспаду, що знаходиться на околицях містечка. Назва походить від Оджибвської легенди про вторгнення воїнів-ірокезів, які були направлені по водоспаду, щоб взяти в полон Оджибвів.
На річці в каньйоні Абітібі розташована гідроелектростанція Каньйон Абітібі.Досвід використання річки для будівництва цієї електростанції дав поштовх для створення народних пісень Уейда Хемсворта (англ. Wade Hemsworth) «Пісня Чорної Мухи» англ. The Black Fly Song).

## Притоки
- Річка Літл-Абітібі(англ. Little Abitibi River)
- Річка Фредерік-Хауз(англ. Frederick House River)
- Річка Блек-Рівер, «Чорна річка» (англ. Black River (Ontario))

## Річковий Маршрут
- Починається, як витік з озера Абітібі  (англ. Lake Abitibi)(48°47′6″ пн. ш. 80°10′23″ зх. д. / 48.78500° пн. ш. 80.17306° зх. д.)
- Найпівденна точка (48°42′26″ пн. ш. 80°38′25″ зх. д. / 48.70722° пн. ш. 80.64028° зх. д.)
- «Ансонвіль» (англ. Ansonville) (48°45′26″ пн. ш. 80°40′43″ зх. д. / 48.75722° пн. ш. 80.67861° зх. д.)
- Ірокез Фолс (англ. Iroquois Falls) (48°46′41″ пн. ш. 80°40′6″ зх. д. / 48.77806° пн. ш. 80.66833° зх. д.)
- Перетин з залізницею «Онтаріо Нортланд Рейлвей» (англ. Ontario Northland Railway) (49°12′43″ пн. ш. 81°0′37″ зх. д. / 49.21194° пн. ш. 81.01028° зх. д.)
- Гідроелектростанція "Лонг Солт Репідс " (англ. Long Sault Rapids hydroelectric plant) (49°12′44″ пн. ш. 81°0′52″ зх. д. / 49.21222° пн. ш. 81.01444° зх. д.)
- Злиття з річкою Блек-Рівер (англ. Black River) (49°20′58″ пн. ш. 81°6′34″ зх. д. / 49.34944° пн. ш. 81.10944° зх. д.)
- Злиття з річкою Фредерік-Хауз (англ. Frederick House River) (49°18′51″ пн. ш. 81°16′58″ зх. д. / 49.31417° пн. ш. 81.28278° зх. д.)
- Перетин з залізницею «Онтаріо Нортланд Рейлвей» біля станції «Айленд-Фоллс» (англ. Ontario Northland Railway)(англ. Island Falls Station) (49°32′53″ пн. ш. 81°22′56″ зх. д. / 49.54806° пн. ш. 81.38222° зх. д.)
- Острови Фоллс (англ. Island Falls) (49°34′3″ пн. ш. 81°23′16″ зх. д. / 49.56750° пн. ш. 81.38778° зх. д.)
- Гідроелектростанція Абітібі Каньйон (англ. Abitibi Canyon Generating Station) недалеко Фрезердейла (англ. Fraserdale)(49°53′42″ пн. ш. 81°34′42″ зх. д. / 49.89500° пн. ш. 81.57833° зх. д.)
- Гідроелектростанція Оттер-Репідс (англ. Otter Rapids Generating Station) (50°10′57″ пн. ш. 81°38′37″ зх. д. / 50.18250° пн. ш. 81.64361° зх. д.)
- Корал-Репідс (англ. Coral Rapids) (50°13′17″ пн. ш. 81°40′33″ зх. д. / 50.22139° пн. ш. 81.67583° зх. д.)
- Найзахідна точка (50°15′25″ пн. ш. 81°40′48″ зх. д. / 50.25694° пн. ш. 81.68000° зх. д.)
- Злиття з річкою Літл-Абітібі (англ. Little Abitibi River) (50°29′29″ пн. ш. 81°32′7″ зх. д. / 50.49139° пн. ш. 81.53528° зх. д.)
- Точка впадіння в річку Мус (англ. Moose River) (51°4′17″ пн. ш. 80°55′32″ зх. д. / 51.07139° пн. ш. 80.92556° зх. д.)
- Точка впадіння в затоку Джеймс, як частина річки Мус (51°21′14″ пн. ш. 80°24′14″ зх. д. / 51.35389° пн. ш. 80.40389° зх. д.)

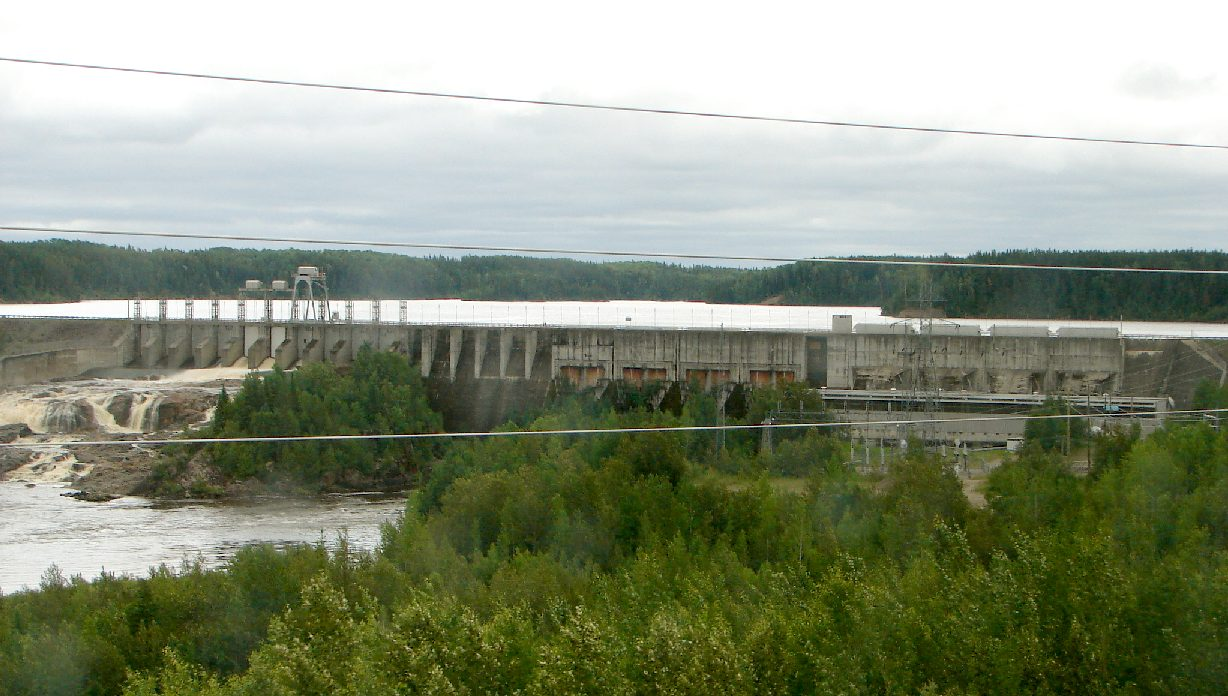
Оттер-Рапідс Гідроелектростанція (Otter Rapids Generating Station). Краєвид від Онтаріо Нортланд Рейлвей (Ontario Northland Railway)